# Estação Ferroviária da Estalagem
Estalagem é uma interface ferroviária do Caminho de Ferro de Luanda que serve o município de Viana, em Angola.

## Serviços
A interface é servida por comboios suburbanos, e pelos serviços de longo e médio curso.